# مدارس دولتی شهرستان فیرفکس
مدارس دولتی شهرستان فیرفکس (به انگلیسی: Fairfax County Public Schools یا FCPS) شاخه‌ای از دولت محلی شهرستان فیرفکس در ایالات متحده است که مسئولیت ادارهٔ مدارس دولتی را در شهر و شهرستان فیرفکس بر عهده دارد. مقر اصلی اف‌سی‌پی‌اس در ۸۱۱۵ گیت‌هوس رود در نزدیکی فالس چرچ قرار دارد.
اف‌سی‌پی‌اس، با توجه به ثبت‌نام بیش از ۱۷۵٬۰۰۰ دانش‌آموز در آن، بزرگ‌ترین منطقهٔ آموزشی در بالتیمور–واشینگتن و ویرجینای شمالی به حساب می‌آید. اف‌سی‌پی‌اس یازدهمین منطقهٔ آموزشی بزرگ در ایالات متحده است و بزرگ‌ترین ناوگان اتوبوس مدارس را در بین تمامی مناطق آموزشی در اختیار دارد.
بزرگ‌ترین تعهدی که شهرستان فیرفکس نسبت به سامانهٔ آموزشی‌اش دارد اختصاص ۵۳٬۳٪ از بودجهٔ مالی‌اش به اف‌سی‌پی‌اس است. با احتساب کمک‌های دولت‌های فدرال و ایالتی، و همچنین کمک‌های مردمی و سازمانی، بودجهٔ مالی سال ۲۰۱۰ اف‌سی‌پی‌اس به ۲٫۲ میلیارد دلار آمریکا رسید. اف‌سی‌پی‌اس تخمین زده‌است که با توجه به بودجهٔ سال ۲۰۱۰ شهرستان فیرفکس در سال تحصیلی ۲۰۱۱–۲۰۱۰ بر روی هر دانش‌آموز ۱۲٬۸۲۰ دلار سرمایه‌گذاری کرده‌است.